# Variables dependents i independents
L'expressió variables dependents i independents es refereix a valors que varien de forma correlacionada entre elles. Les variables dependents són aquelles que s'observa que varien en resposta a les variacions de les variables independents. Les variables independents són aquelles que es manipulen de forma deliberada per a provocar el canvi de les variables dependents. En resum, "si es dona x, llavors resulta y", on x representa les variables independents i y representa les variables dependents.
En funció del context, les variables independents es coneixen també com a variables predictores, regresors, variables controlades, variables manipulades, o variables explicatives.
Les variables dependents també es coneixen com les variables resposta, els regresands, les variables mesurades, les variables explicades, o les variables resultat.
Les variables en la investigació, representen un concepte de vital importància dins d'un projecte. Les variables, són els conceptes que formen enunciats d'un tipus particular anomenat hipòtesi. Les variables es refereixen a propietats de la realitat que varien, és a dir, la seva idea contrària són les propietats constants de cert fenomen.

## Diferència entre conceptes, termes i variables
Els conceptes pretenen descriure i explicar l'experiència i comunicar el coneixement obtingut, és a dir, el concepte és una unitat de significat del terme o símbol perceptible per mitjà del qual s'expressa aquest significat. Els termes llavors, poden variar, sense que el significat s'alteri, ja que el terme representa el rodatge visible del concepte.
Les variables d'altra banda, són característiques de la realitat que puguin ser determinades per observació i, el més important, que puguin mostrar diferents valors d'una unitat d'observació a una altra, d'una persona a una altra, o d'un país a un altre (edat, ingressos, nombre d'habitants, etc.).
Així les coses, podem dir que amb els conceptes pensem, observem i expliquem, mentre que les variables es troben en el món real i són l'objecte de les nostres observacions i explicacions.
Els conceptes estan situats en un pla teòric mentre que les variables estan situades en un pla concret i perceptible pels sentits.
La relació entre ambdues coses és el que es busca mitjançant el procés d'investigació científica, la qual cosa s'aconsegueix per mitjà de les definicions operacionals dels conceptes, el que busco en última instància és veure com els conceptes (la meva teoria) m'explica el canvi i el sentit i magnitud del canvi dels meus variables.
Per exemple, si part d'una hipòtesi que diu que a més anys d'educació s'aconsegueix un major salari, llavors, el que puc fer és observar si el que diu la teoria es compleix per mitjà dels meus variables, i així, puc observar un grup de cert nombre de persones i veure els seus anys d'educació i el seu salari per poder dir alguna cosa de la meva teoria de base. Si la meva recerca fos quantitativa, podria demostrar que tan certa és la hipòtesi que a major educació major salari mitjançant processos estadístics. Si la meva recerca és qualitativa, les variables es prenen de la descripció del problema i es formen categories d'anàlisi que enuncien característiques del fenomen que estic estudiant a partir del qual s'operacionalitzen les variables.
L'important aquí és anotar que les variables sense un conjunt de conceptes o teoria darrere d'elles, no són més que percepcions de la realitat, però un procés de recerca requereix tant variables com conceptes.

## Classes de variables
- Variables control: Variable de referència en una investigació

La classificació més important de les variables és la següent:
- Variables dependents

- Variable independent|Variables independents

Així en l'exemple d'anys d'educació i salari, suposem que en augmentar els anys d'educació correlativament augmenten els salaris de les persones, de manera que «anys d'educació» és la variable independent o explicativa, ja que ella m'està explicant en certa manera el canvi en el «salari» de les persones, el qual seria la variable dependent.
En tot cas cal anar amb compte amb la «causalitat», ja que el fet que una persona tingui major salari que una altra, no només depèn necessàriament que una tingui més educació que una altra, també poden intervenir altres factors, com la sort, la família de la que procedeix, etc.
- Variables intervinents o variables criteri: Aquest concepte suposa que les relacions entre dues variables està mesura per una altra (o altres) que transporten els possibles efectes de la primera. La importància d'aquest tipus de variables és que permet establir indicadors de variabilitat.

El nombre de variables que s'incloguin en una investigació, depèn de l'investigador i del fenomen que estudiï, és clar, mentre més variables independents afegir, potser obtingui una major explicació dels canvis en la seva variable dependent (per exemple: si vol explicar el canvi en el salari de les persones, pot prendre variables com l'edat, el sexe, els anys d'educació, l'estrat en què viu, el seu estat civil, etc., perquè si només utilitza una variable serà difícil creure que el salari de la gent depèn per exemple només de si és solter o casat i així la relació causa-efecte, no serà tan evident com vol l'investigador.
Finalment, hi ha diverses classificacions de variables segons les seves característiques:
- Variable contínua: Es presenta quan el fenomen que es mesura pot prendre valors quantitativament diferents, per exemple l'edat, ja que aquesta variable pot assumir valors continus: 1, 2, 3, ... 20, 21, ... 60,61 ...

- Variables discretes: Són aquelles que estableixen categories en termes no quantitatius entre diferents individus o elements. Per exemple quan vull classificar les persones en classes socials: alta, mitjana, baixa. O quan vull qualificar un servei d'un hospital: excel·lent, bo, regular, dolent.

- Variables individuals: Presenten la característica que distingeix a certs individus.

- Variables col·lectives: Presenten la característica que distingeix a un grup determinat.

- Variables antecedents: És una variable que és antecedent d'una altra variable.

## Matemàtiques
En matemàtiques, una variable independent és qualsevol dels arguments, és a dir, "entrades", d'una funció. En canvi la variable dependent, és el valor de la funció, és a dir, el "resultat", de la funció. Així si es té una funció f(x), llavors x és la variable independent, i f(x) és la variable dependent. La variable dependent, depèn de la variable independent, d'aquí en ve el nom.
Quant només hi ha una variable independent i tant els seus valors com els de la variable independent són nombres reals, llavors, per convenció, quant es dibuixa la gràfica de la funció, es representen els valors de la variable independent en l'eix horitzontal —l'eix x— i els de la variable dependent en l'eix vertical —l'eix y—, vegeu Coordenades cartesianes.
En càlcul, la identificació de les variables dependents i independents és significativa, perquè la derivada (o velocitat de canvi) de la variable independent, es calcula respecte a la variable independent.

## Experiments
En disseny d'experiments, les variables independents són aquells valors que se seleccionen i es controlen a l'experiment per tal de determinar la seva relació amb un fenomen observable, (la variable dependent). En aquest tipus d'experiments, es fa un intent de trobar proves de què els valors de la variable independent determinen els valors de la variable dependent (aquella que s'està mesurant). La variable independent es pot canviar a voluntat, i els seus valors no representen un problema que requereixi explicació en l'anàlisi, sinó que es prenen simplement tal com es donen. Per altra banda, la variable dependent, normalment no es pot controlar directament.
En els experiments, també és important d'identificar les variables controlades. Són les variables que es mantenen constants, per tal d'evitar que influeixin en l'efecte de les variables independents sobre les variables dependents.
En resum:
- Les variables independents responen a la pregunta: "Què es farà variar?".
- Les variables dependents responen a la pregunta: "Què s'observarà?".
- Les variables controlades responen a la pregunta "Què es mantindrà constant?".

### Exemples
- Si s'hagués de mesurar la influència de diferents quantitats de fertilitzant en el creixement de les plantes, la variable independent hauria de ser la quantitat de fertilitzant que es fa servir (el factor que es variarà en fer diferents experiments). Les variables dependents haurien de ser el creixement en alçada i/o en massa de la planta (els factors que en resulten influenciats per l'efecte del fertilitzant) i les variables controlades, haurien de ser, el tipus de planta, el tipus de fertilitzant, la quantitat de llum solar que rep la planta, etc. (els factors que si no es mantinguessin controlats podrien influir en les variables dependents).

- Si s'estudia com afecten diferents dosis d'un medicament en la severitat dels símptomes d'una malaltia, es podria comparar la freqüència i intensitat dels símptomes (les variables dependents) amb les diferents dosis (la variable independent) que s'administren, i provar d'extreure'n una conclusió.

- En sociologia, per mesurar l'efecte de l'educació sobre els ingressos i la riquesa, la variable dependent podria ser el nivell d'ingressos o de riquesa mesurats en unitat monetàries (Euros per exemple), i una variable independent podria ser el nivell d'educació dels individus que componen la unitat familiar (per exemple el nivell acadèmic).